# Aequorea tetranema
Aequorea tetranema is een hydroïdpoliep uit de familie Aequoreidae. De poliep komt uit het geslacht Aequorea. Aequorea tetranema werd in 2009 voor het eerst wetenschappelijk beschreven door Xu, Huang & Du. 